# Антипараллельные прямые
Антипараллельные прямые — прямые, образующие при пересечении двух данных прямых (или сторон данного угла) равные углы, но с противоположных сторон (рис. 1).

## Определение
Прямые {\displaystyle l_{1}} и {\displaystyle l_{2}} называются антипараллельными относительно прямых {\displaystyle m_{1}} и {\displaystyle m_{2}}, если {\displaystyle \angle 1=\angle 2} на рис. 1.
Если прямые {\displaystyle m_{1}} и {\displaystyle m_{2}} пересекаются в некоторой точке {\displaystyle O}, то {\displaystyle l_{1}} и {\displaystyle l_{2}} называют также антипараллельными относительно угла {\displaystyle m_{1}\!Om_{2}}.
Если прямые {\displaystyle m_{1}} и {\displaystyle m_{2}} совпадают, то {\displaystyle l_{1}} и {\displaystyle l_{2}} называют антипараллельными относительно одной прямой (рис. 2).
Из определения видно, что, в отличие от параллельности, антипараллельность двух прямых — понятие относительное. Бессмысленно утверждать, что «прямые {\displaystyle l_{1}} и {\displaystyle l_{2}} антипараллельны», если не указано, относительно какого угла или каких двух прямых они антипараллельны.
Однако при рассмотрении треугольников часто говорят, что некоторая прямая «антипараллельна стороне треугольника»,
подразумевая при этом, что она антипараллельна ей относительно двух других сторон. Такая прямая ещё называется антипараллелью треугольника.

## Свойства
- Если прямые {\displaystyle l_{1}} и {\displaystyle l_{2}} антипараллельны относительно {\displaystyle m_{1}} и {\displaystyle m_{2}}, то {\displaystyle m_{1}} и {\displaystyle m_{2}} антипараллельны относительно {\displaystyle l_{1}} и {\displaystyle l_{2}}.
- Две прямые {\displaystyle l_{1}} и {\displaystyle l_{2}} антипараллельны относительно угла тогда и только тогда, когда они образуют один и тот же угол, но в противоположных направлениях, с биссектрисой этого угла (рис. 3).
- Две прямые, антипараллельные относительно сторон угла, отсекают на них обратно пропорциональные отрезки. Обратно, прямые, обладающие таким свойством, антипараллельны. Отсюда немедленно следует (по теореме о секущих), что

- Точки пересечения двух пар антипараллельных прямых лежат на одной окружности. И наоборот, у любого четырёхугольника, вписанного в окружность, две противоположные стороны антипараллельны относительно двух других сторон (рис. 4).

- Все антипараллели к некоторой стороне треугольника параллельны между собой.
- Если окружность, проходящая через вершины {\displaystyle B} и {\displaystyle C} треугольника {\displaystyle ABC}, пересекает стороны {\displaystyle AB} и {\displaystyle AC} в точках {\displaystyle D} и {\displaystyle F} соответственно, то прямая {\displaystyle DF} антипараллельна {\displaystyle BC}. Если радиус окружности увеличить, так что она пройдет и через вершину {\displaystyle A}, то секущая {\displaystyle DF} перейдет в касательную в точке {\displaystyle A}. Следовательно,

- Касательная к описанной вокруг треугольника окружности, проведенная в одной из его вершин, антипараллельна противоположной стороне. Поэтому
- Радиус описанной окружности, проведенный из вершины треугольника, перпендикулярен всем прямым, антипараллельным противоположной стороне.

- Прямая, соединяющая основания двух высот треугольника, антипараллельна третьей стороне (поскольку основания высот лежат на окружности, построенной на этой стороне как на диаметре), так что стороны ортоцентрического треугольника антипараллельны сторонам исходного треугольника.

## История
По всей видимости, термин «антипараллель» впервые использовал Лейбниц (Acta Eruditorum, 1691, p.279), но он придавал ему другое значение.
Определение антипараллельных прямых в современном смысле дано в книге Э. Стоуна «A New Mathematical Dictionary» (1743).
См. также.